# Diego Sánchez (ort i Mexiko)
Diego Sánchez är en ort i kommunen Sultepec i delstaten Mexiko i Mexiko. Samhället hade 540 invånare vid folkräkningen 2020.